# 2007-es Formula–1 török nagydíj
A török nagydíj volt a 2007-es Formula–1-es világbajnokság tizenkettedik futama.

## Időmérő edzés
Felipe Massa 1:27,329-es idővel szerezte meg a pole-t Lewis Hamilton, Kimi Räikkönen és Fernando Alonso előtt.
| Hely | Versenyző            | Csapat/Motor       | 1. rész  | 2. rész  | 3. rész  |
| ---- | -------------------- | ------------------ | -------- | -------- | -------- |
| 1    | Felipe Massa         | Ferrari            | 1:27.488 | 1:27.039 | 1:27.329 |
| 2    | Lewis Hamilton       | McLaren-Mercedes   | 1:27.513 | 1:26.936 | 1:27.373 |
| 3    | Kimi Räikkönen       | Ferrari            | 1:27.294 | 1:26.902 | 1:27.546 |
| 4    | Fernando Alonso      | McLaren-Mercedes   | 1:27.328 | 1:26.841 | 1:27.574 |
| 5    | Robert Kubica        | BMW Sauber         | 1:27.997 | 1:27.253 | 1:27.722 |
| 6    | Nick Heidfeld        | BMW Sauber         | 1:28.099 | 1:27.253 | 1:28.037 |
| 7    | Heikki Kovalainen    | Renault            | 1:28.127 | 1:27.039 | 1:28.491 |
| 8    | Nico Rosberg         | Williams-Toyota    | 1:28.275 | 1:27.750 | 1:28.501 |
| 9    | Jarno Trulli         | Toyota             | 1:28.318 | 1:27.801 | 1:28.740 |
| 10   | Giancarlo Fisichella | Renault            | 1:28.313 | 1:27.880 | 1:29.322 |
| 11   | Anthony Davidson     | Super Aguri-Honda  | 1:28.304 | 1:28.002 |          |
| 12   | Mark Webber          | Red Bull-Renault   | 1:28.500 | 1:28.013 |          |
| 13   | David Coulthard      | Red Bull-Renault   | 1:28.395 | 1:28.100 |          |
| 14   | Alexander Wurz       | Williams-Toyota    | 1:28.360 | 1:28.390 |          |
| 15   | Vitantonio Liuzzi    | Toro Rosso-Ferrari | 1:28.798 |          |          |
| 16   | Ralf Schumacher      | Toyota             | 1:28.809 |          |          |
| 17   | Szató Takuma         | Super Aguri-Honda  | 1:28.953 |          |          |
| 18   | Sebastian Vettel     | Toro Rosso-Ferrari | 1:29.408 |          |          |
| 19   | Adrian Sutil         | Spyker-Ferrari     | 1:29.861 |          |          |
| 20   | Jamamoto Szakon      | Spyker-Ferrari     | 1:31.479 |          |          |
| 21*  | Jenson Button        | Honda              | 1:28.373 | 1:28.220 |          |
| 22*  | Rubens Barrichello   | Honda              | 1:28.792 | 1:28.188 |          |

 * Jenson Button és Rubens Barrichello tíz rajthelyes büntetést kaptak, mivel motort cseréltek a verseny előtt.

## Futam
A rajtnál Räikkönen megelőzte Hamiltont, Alonsót mindkét BMW megelőzte a rajt során. Fernando Alonso az első boxkiállásánál meg tudta azonban előzni Kubicát és Nick Heidfeldet, ezzel a negyedik helyre jött fel. 14 körrel a verseny vége előtt Hamilton jobb első defektet kapott, de nem sokkal a bokszutca előtt, abban a körben amikor egyébként is kiállt volna a boxba. Így is két pozíciót vesztett, Heidfeld mögé ért vissza kiállása után, a verseny végéig már nem tudta megelőzni. Kimié lett a leggyorsabb kör a futamon 1:27,295-del. A versenyen a hőmérséklet elérte a 40 °C-ot is, ennek ellenére kevés kieső volt. Hatodik lett Kovalainen, hetedik Rosberg és nyolcadik Kubica.
A törökországi futam után Hamilton továbbra is vezetett, de előnye már csak 5 pont volt csapattársa, Fernando Alonso előtt. Massa 15, Räikkönen pedig 16 pontosra faragta hátrányát.
| Helyezés | #  | Versenyző            | Csapat/Motor       | Futott körök | Idő/Kiesés oka  | Rajthely | Pontszám |
| -------- | -- | -------------------- | ------------------ | ------------ | --------------- | -------- | -------- |
| 1        | 5  | Felipe Massa         | Ferrari            | 58           | 1h26:42.161     | 1        | 10       |
| 2        | 6  | Kimi Räikkönen       | Ferrari            | 58           | + 2.275         | 3        | 8        |
| 3        | 1  | Fernando Alonso      | McLaren-Mercedes   | 58           | + 26.181        | 4        | 6        |
| 4        | 9  | Nick Heidfeld        | BMW Sauber         | 58           | + 39.674        | 6        | 5        |
| 5        | 2  | Lewis Hamilton       | McLaren-Mercedes   | 58           | + 45.085        | 2        | 4        |
| 6        | 4  | Heikki Kovalainen    | Renault            | 58           | + 46.169        | 7        | 3        |
| 7        | 16 | Nico Rosberg         | Williams-Toyota    | 58           | + 55.778        | 8        | 2        |
| 8        | 10 | Robert Kubica        | BMW Sauber         | 58           | + 56.707        | 5        | 1        |
| 9        | 3  | Giancarlo Fisichella | Renault            | 58           | + 59.491        | 10       |          |
| 10       | 14 | David Coulthard      | Red Bull-Renault   | 58           | + 1:11.009      | 13       |          |
| 11       | 17 | Alexander Wurz       | Williams-Toyota    | 58           | + 1:19.628      | 14       |          |
| 12       | 11 | Ralf Schumacher      | Toyota             | 57           | +1 Kör          | 16       |          |
| 13       | 7  | Jenson Button        | Honda              | 57           | +1 Kör          | 21       |          |
| 14       | 23 | Anthony Davidson     | Super Aguri-Honda  | 57           | +1 Kör          | 11       |          |
| 15       | 18 | Vitantonio Liuzzi    | Toro Rosso-Ferrari | 57           | +1 Kör          | 15       |          |
| 16       | 12 | Jarno Trulli         | Toyota             | 57           | +1 Kör          | 9        |          |
| 17       | 8  | Rubens Barrichello   | Honda              | 57           | +1 Kör          | 22       |          |
| 18       | 22 | Szató Takuma         | Super Aguri-Honda  | 57           | +1 Kör          | 17       |          |
| 19       | 19 | Sebastian Vettel     | Toro Rosso-Ferrari | 57           | +1 Kör          | 18       |          |
| 20       | 21 | Jamamoto Szakon      | Spyker-Ferrari     | 56           | +2 Kör          | 20       |          |
| 21       | 20 | Adrian Sutil         | Spyker-Ferrari     | 53           | Üzemanyagnyomás | 19       |          |
| Kiesett  | 15 | Mark Webber          | Red Bull-Renault   | 9            | Hidraulika      | 12       |          |

## A világbajnokság élmezőnyének állása a futam után
| H  | Versenyzők           | Pont | H  | Konstruktőrök     | Pont |
| -- | -------------------- | ---- | -- | ----------------- | ---- |
| 1  | Lewis Hamilton       | 84   | 1  | McLaren-Mercedes  | 148  |
| 2  | Fernando Alonso      | 79   | 2  | Ferrari           | 137  |
| 3  | Felipe Massa         | 69   | 3  | BMW Sauber        | 77   |
| 4  | Kimi Räikkönen       | 68   | 4  | Renault           | 32   |
| 5  | Nick Heidfeld        | 47   | 5  | Williams-Toyota   | 22   |
| 6  | Robert Kubica        | 29   | 6  | Red Bull-Renault  | 16   |
| 7  | Heikki Kovalainen    | 19   | 7  | Toyota            | 12   |
| 8  | Giancarlo Fisichella | 17   | 8  | Super Aguri-Honda | 4    |
| 9  | Alexander Wurz       | 13   | 9  | Honda             | 1    |
| 10 | Nico Rosberg         | 9    | 10 |                   |      |
| 11 | David Coulthard      | 8    | 11 |                   |      |

1. ↑  A magyar nagydíjon szerzett pontokat elvették a McLarentől.

## Statisztikák
Vezető helyen:
- Felipe Massa: 55 (1-19 / 22-42 / 44-58)
- Lewis Hamilton: 1 (20)
- Heikki Kovalainen: 1 (21)
- Fernando Alonso: 1 (43)

Felipe Massa 5. győzelme, 8. pole-pozíciója, Kimi Räikkönen 16. leggyorsabb köre.
- Ferrari 198. győzelme.